# Sơn Hà, Sơn Hòa
Sơn Hà là một xã thuộc huyện Sơn Hòa, tỉnh Phú Yên, Việt Nam.
Xã Sơn Hà có diện tích 56,87 km², dân số năm 1999 là 7809 người, mật độ dân số đạt 137 người/km².